# Suzuki Grand Vitara
Der Suzuki Grand Vitara ist ein SUV von Suzuki. Das auf dem europäischen Markt erhältliche Modell wurde in Japan im Werk Iwata von Suzuki hergestellt.

## Modellhistorie
- 07/1988: Debüt des Vorgängers Suzuki Vitara als Dreitürer zunächst mit 1,6-Liter-Motor
- 07/1990: Start des Vorgängers als Fünftürer (Vitara long)
- 03/1998: Einführung des Grand Vitara mit drei oder fünf Türen
- 03/1999: Einführung des Zweitürers als Cabrio oder mit Stahldach; beide mit 2,0-Liter-Vierzylinder-Ottomotoren (128 PS)
- 09/2000: Neuer 2.0 TD mit Common-Rail-Diesel
- 09/2001: Langversion XL-7 (4,70 m) mit 2,7-V6-Ottomotor (127 kW/173 PS)
- 04/2003: Grand Vitara XL-7 mit neuer Frontpartie mit 2,7-V6-Ottomotor (135 kW/184 PS)
- 09/2005: Zweite Generation des Grand Vitara erscheint
- 09/2006: Der XL-7 ist nun ein eigenständiges Modell auf GM-Plattform, aber kein Geländewagen mehr, sondern „nur“ noch ein SUV

## Grand Vitara (FT/GT, 1998–2005)
Der Grand Vitara löste im März 1998 das Vorgängermodell Suzuki Vitara ab. Von diesem gab es bereits seit 1990 eine Version mit längerem Radstand und fünf Türen. Nun wurden auch die kurzen Versionen als Grand Vitara bezeichnet.
Neben den geschlossenen Versionen war das Modell auch mit Softtop erhältlich. Das Fahrzeug besitzt einen zuschaltbaren Allradantrieb. Als Motoren standen zwei 4-Zylinder Benziner mit 1,6L (69KW/94PS) und 2,0L (94KW/128PS), zwei V6 Benziner mit 2,5L (106KW/144PS) und 2,7L (127KW/173PS später 135KW/184PS), sowie zwei 2,0L Diesel (64KW/87PS bzw. 80KW/109PS) zur Verfügung.
Das Topmodell war ab September 2001 der Grand Vitara XL-7. Es unterschied sich durch seinen längeren Radstand und einen V6-Vollaluminium-Motor, der nur für dieses Modell erhältlich war. Gleichzeitig wurden die anderen Varianten einer Modellpflege unterzogen. Der XL-7 selbst wurde im April 2003 überarbeitet.
Auch von diesem Modell wurde eine Version von Mazda unter dem Namen Mazda Proceed Levante in Japan angeboten, bis dieser durch den Mazda Tribute ersetzt wurde. Ebenso gab es in Nordamerika wieder eine Version, die als Chevrolet Tracker verkauft wurde (Nachfolger des Geo Tracker).

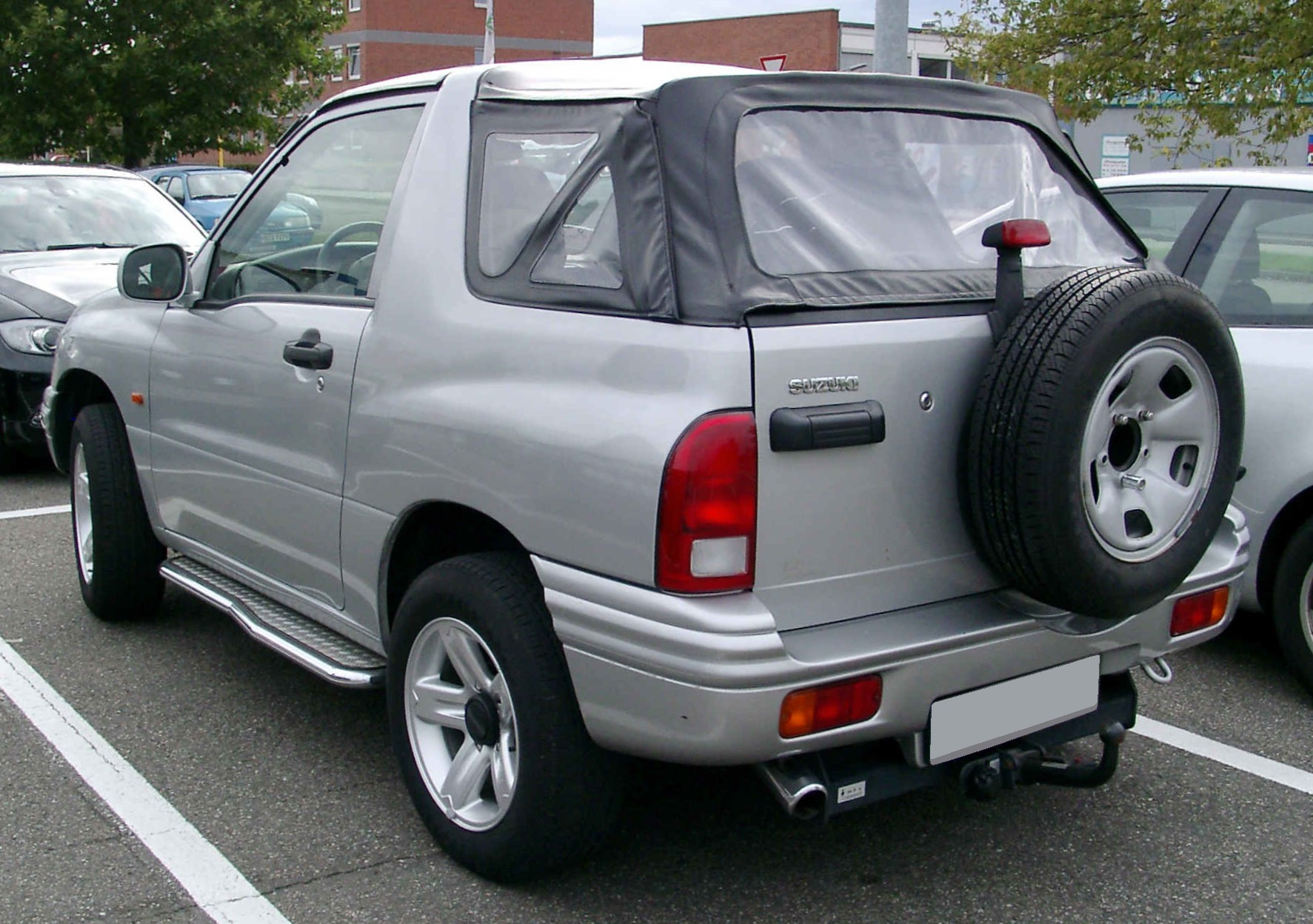
Suzuki Grand Vitara Cabrio (1998–2001)
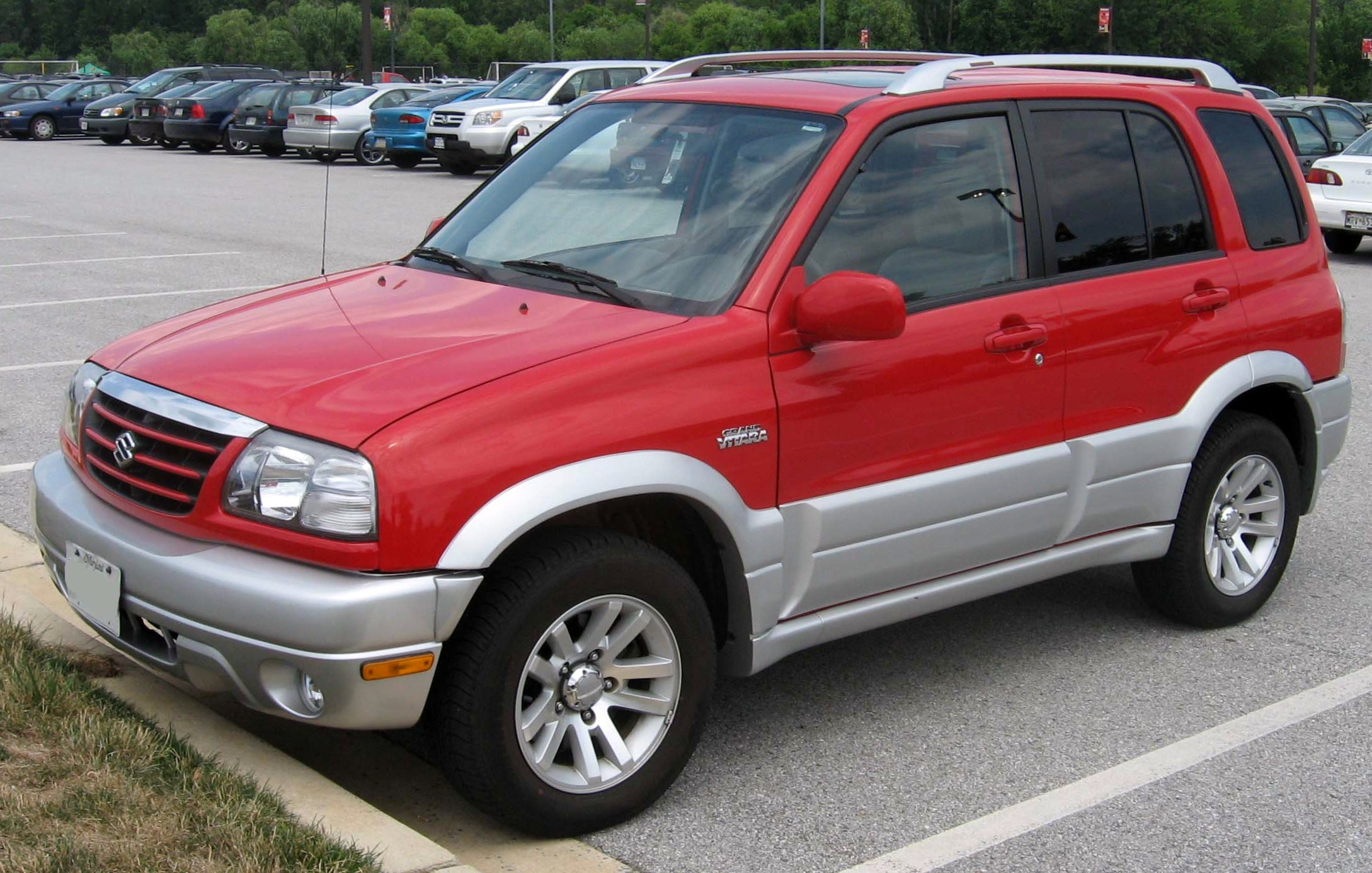
Suzuki Grand Vitara Fünftürer (2001–2005)
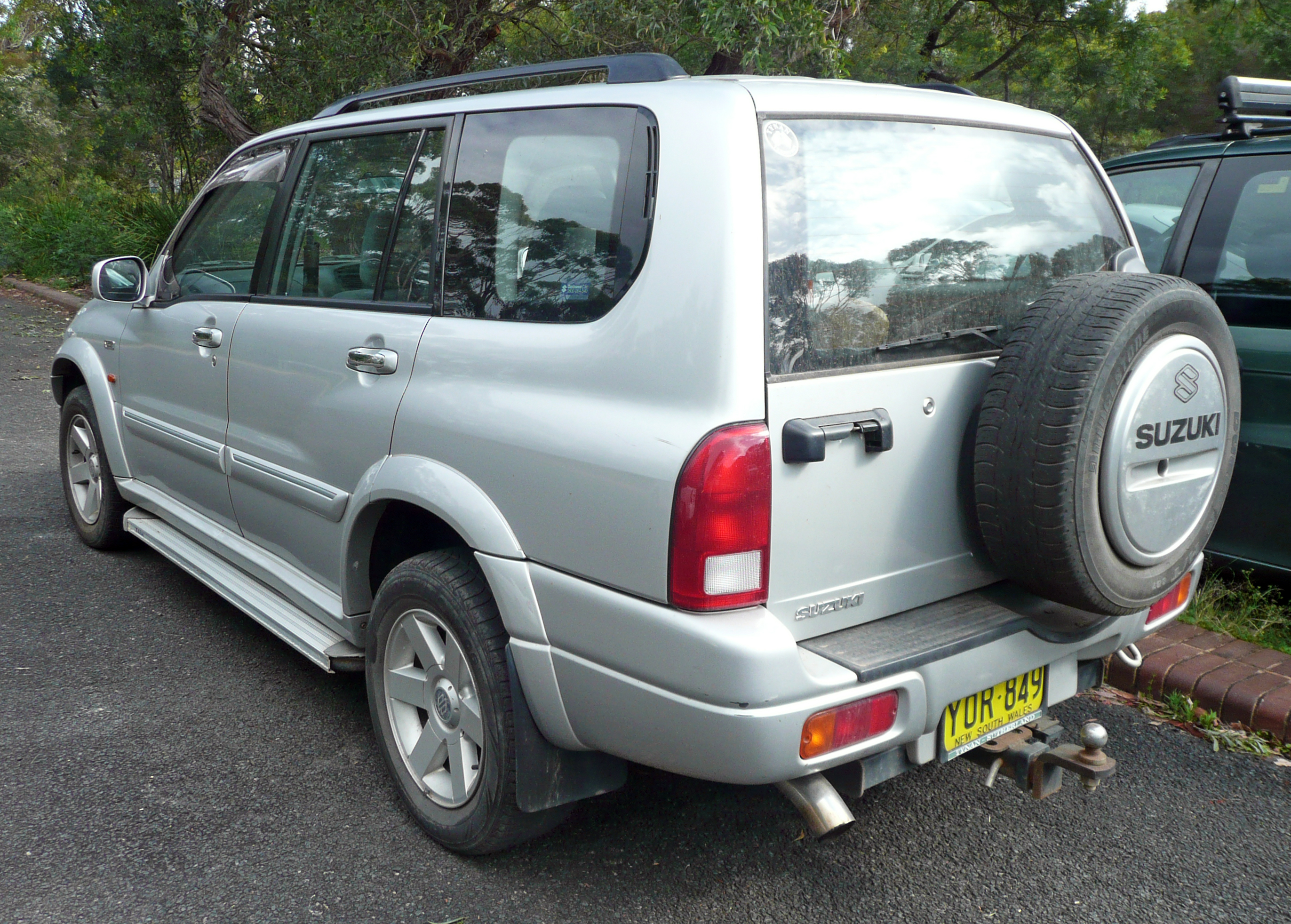
Suzuki Grand Vitara XL-7 (2001–2003)
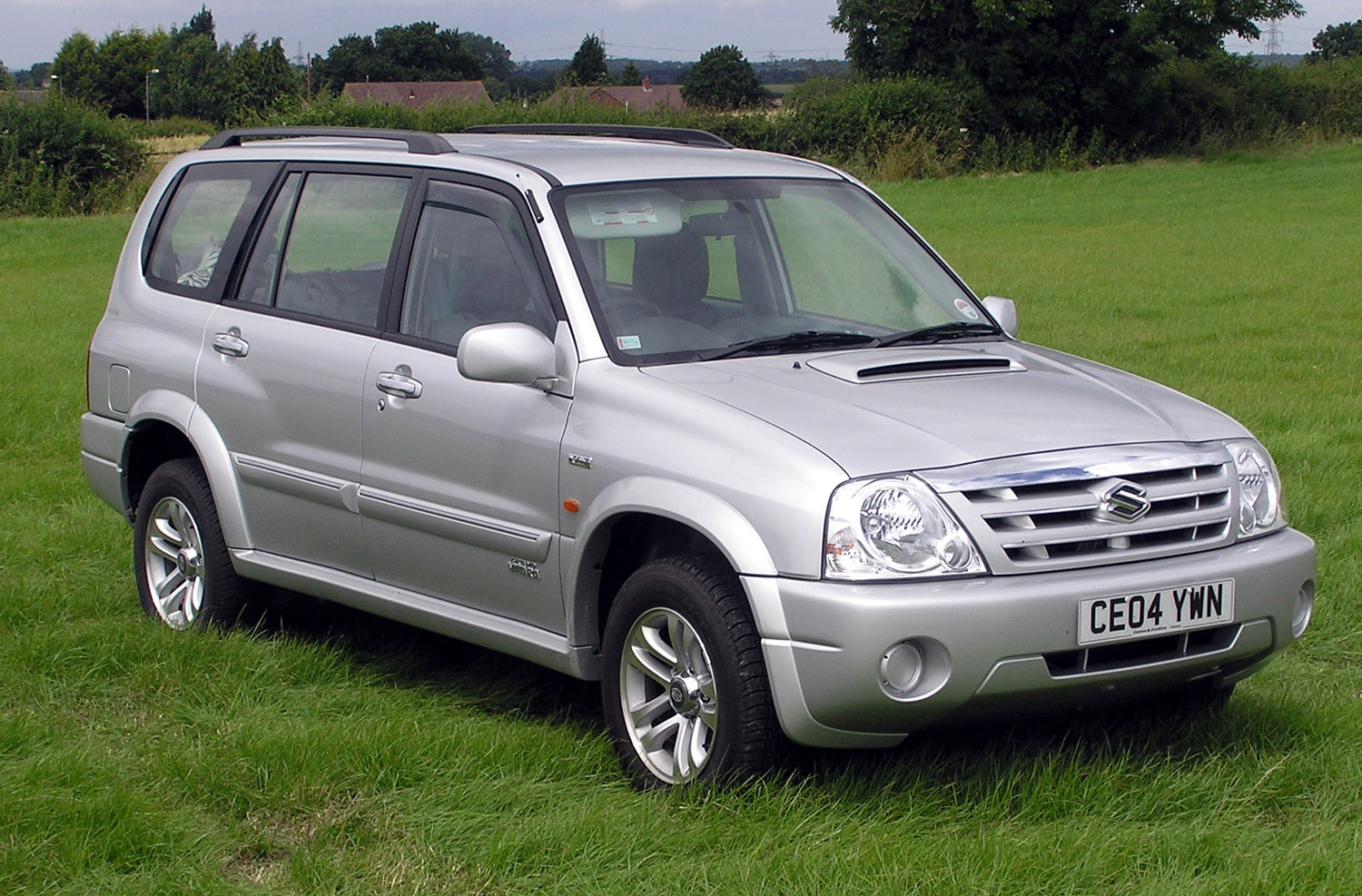
Suzuki Grand Vitara XL-7 (2003–2005)
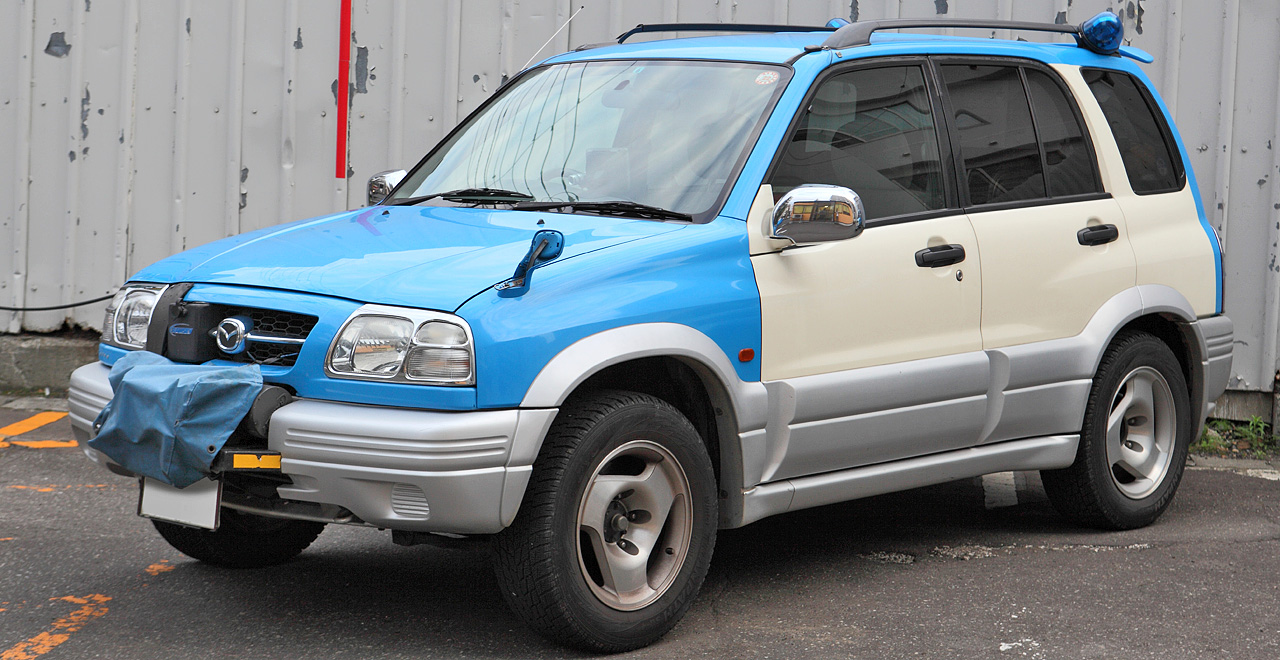
Mazda Proceed Levante (1997–2000)
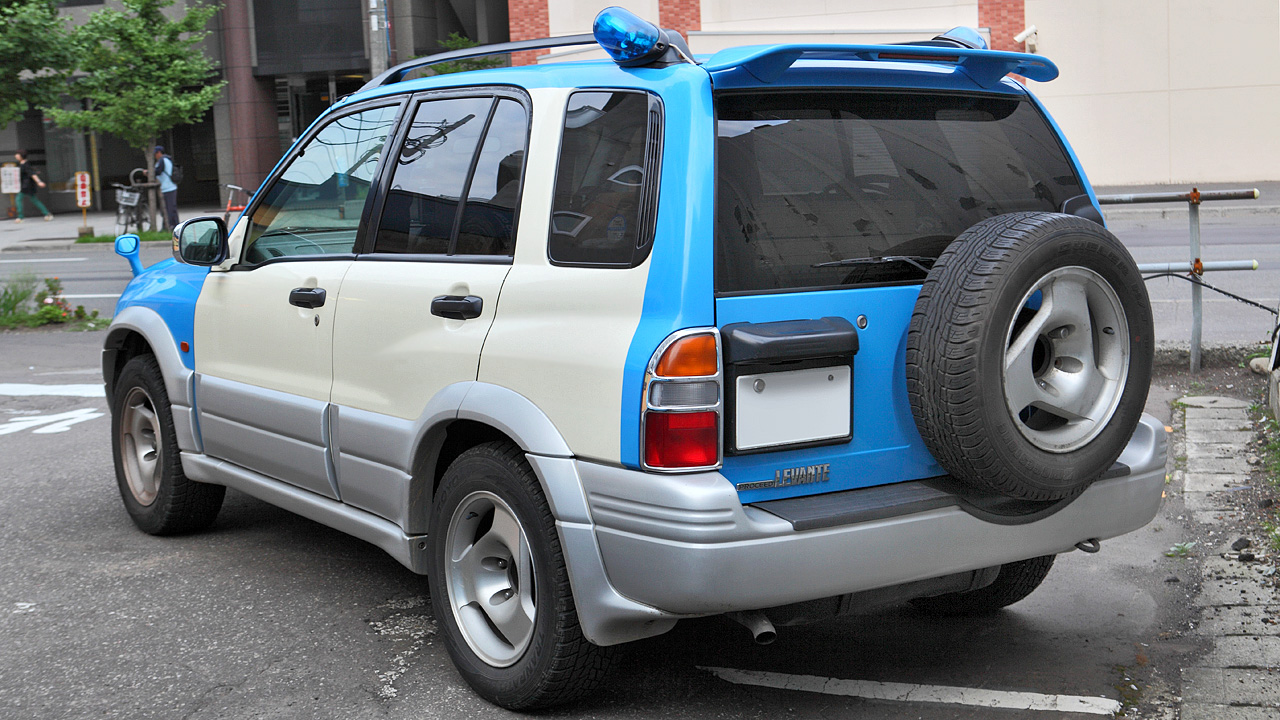
Mazda Proceed Levante (Heckansicht)
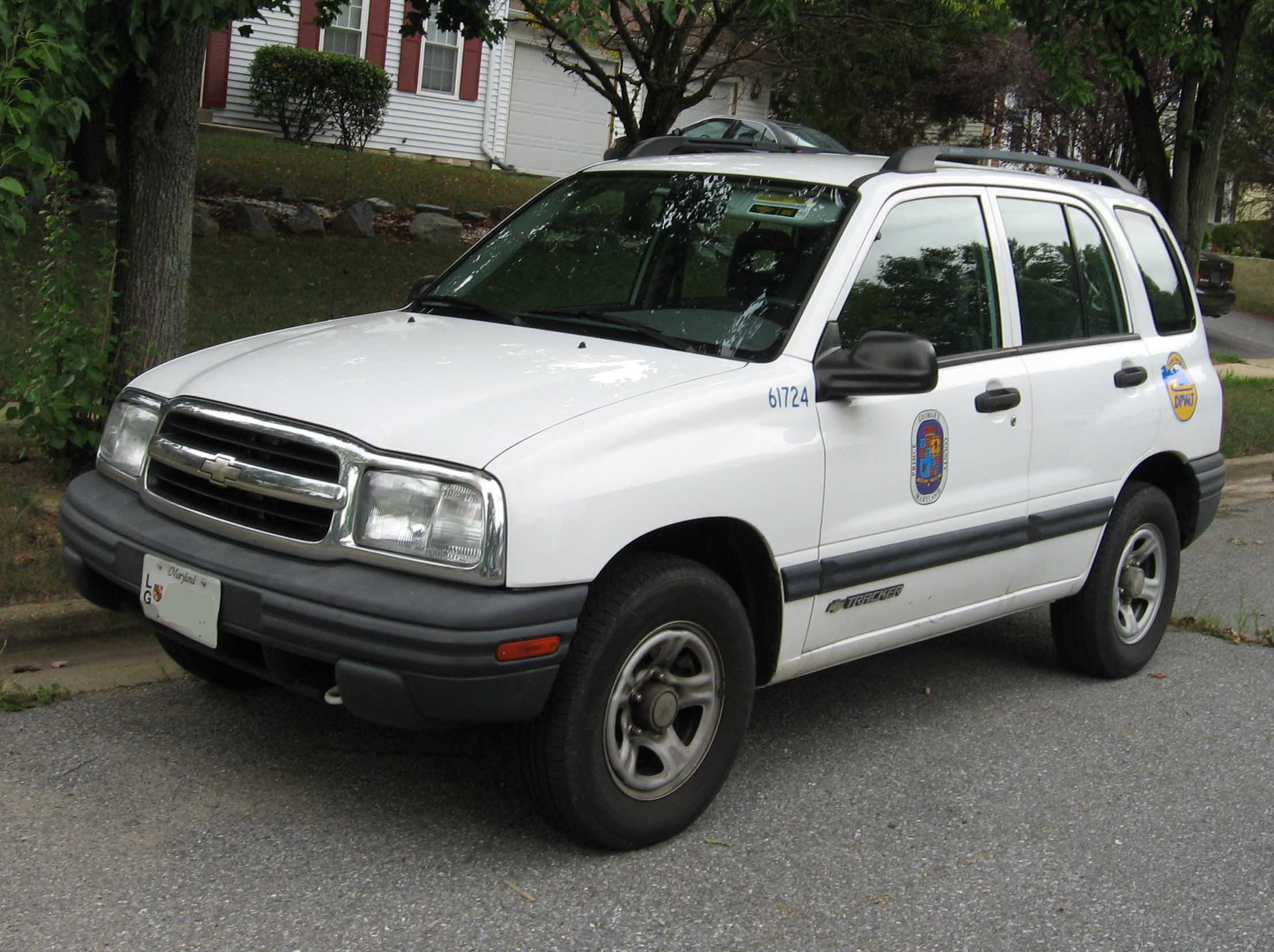
Chevrolet Tracker

## Grand Vitara (JT, 2005–2015)
Im September 2005 erschien die vollständig neu entwickelte zweite Generation des Vitara mit permanentem Allradantrieb. Eine Sperre des Mittendifferenzials und eine Geländereduktion sind über einen Drehschalter elektronisch zuschaltbar. Der Suzuki XL7 ersetzte in Nordamerika den Grand Vitara XL7.
Der New Grand Vitara hat eine verwindungssteife Fahrgastzelle mit einem integrierten Leiterrahmen. Die starre Hinterachse des Vorgängers wurde durch Einzelradaufhängungen ersetzt, um mehr Komfort/Laufruhe auf der Straße zu erhalten. Durch seinen Radstand und seine Bodenfreiheit sowie der technischen Ausstattung ist er einem Geländewagen näher als einem SUV und für den Einsatz im leichten bis mittleren Gelände gut gerüstet.
Unter anderem gibt es eine neue Comfort-Plus-Ausstattung ähnlich der beim Suzuki Grand Vitara XL-7 der Vorgängerbaureihe. Diese Karosserieausführung unterscheidet sich nicht mehr von jener der übrigen Modellversionen. Außer zahlreichen anderen Extras enthält diese Comfort-Plus-Ausstattung eine Lederausstattung, Xenon-Scheinwerfer und ein Glasschiebedach sowie Wurzelholzimitat für das Armaturenbrett (ausschließlich für diese Ausstattungsvariante erhältlich).

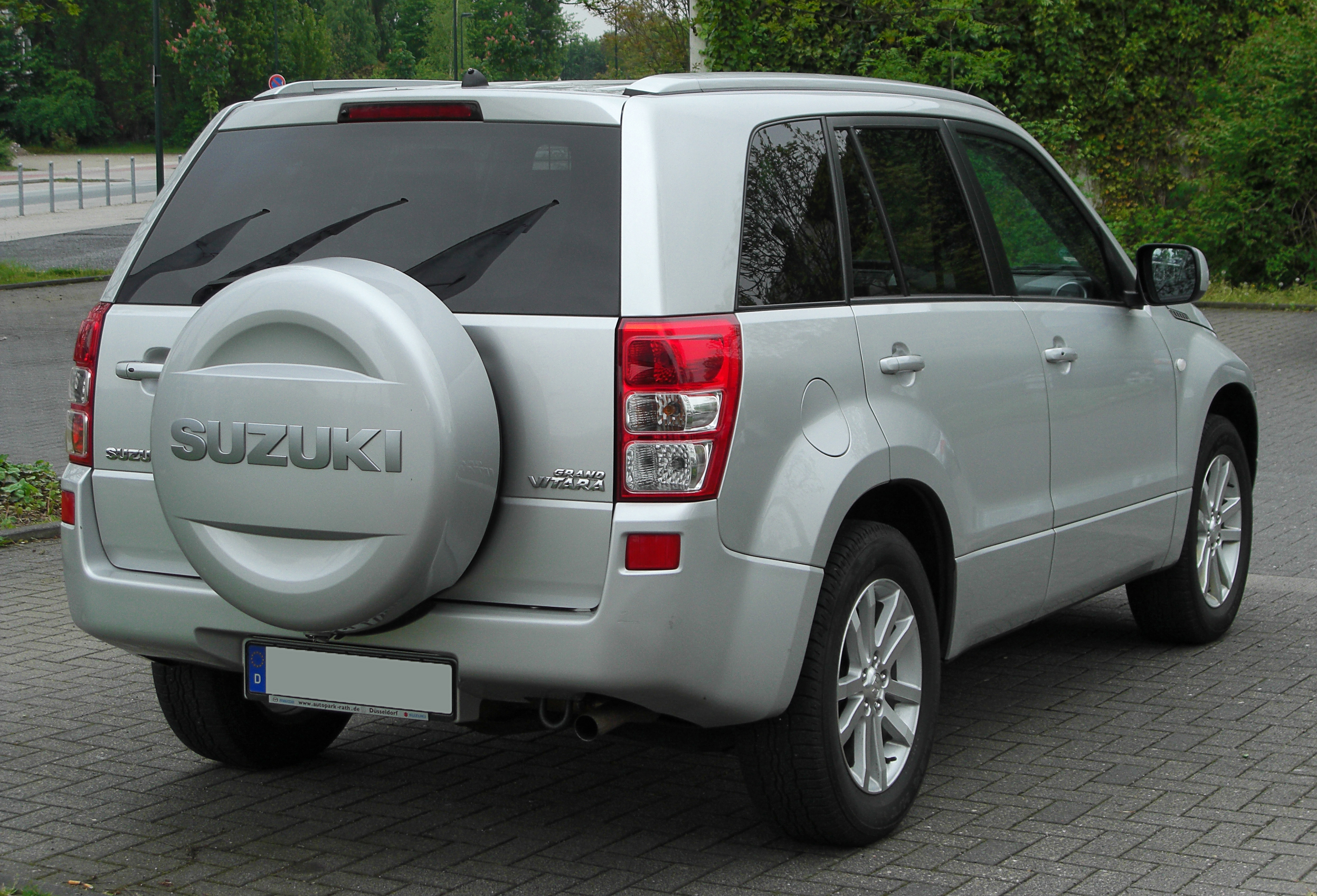
Heckansicht
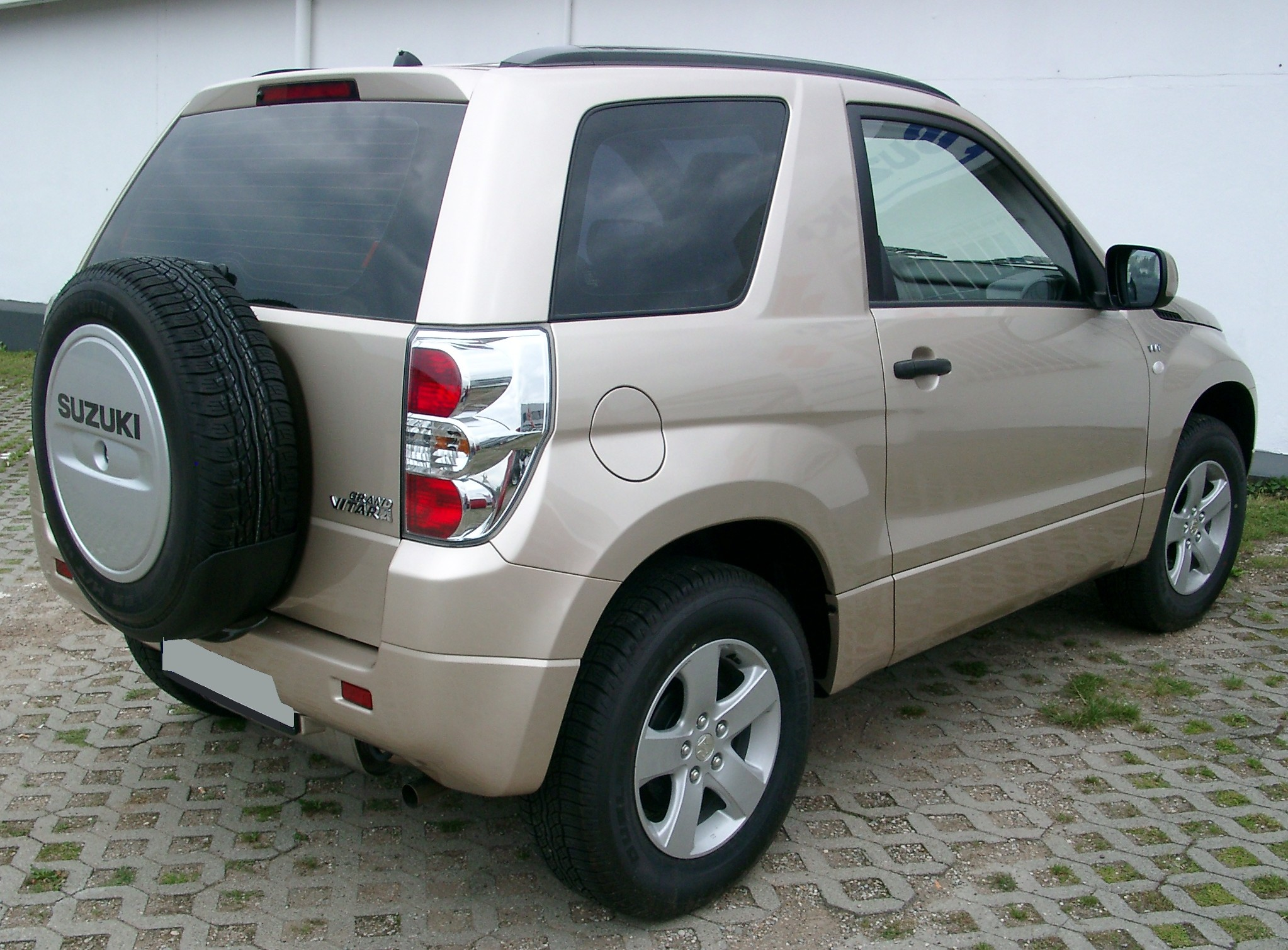
Suzuki Grand Vitara Dreitürer (2005–2009)

### Modellpflegen

#### 2009
Im Januar 2009 erhielt der Grand Vitara sein erstes leichtes Facelift. Dabei wurden die Seitenblinker in die Außenspiegel integriert. Zudem wurden die Bedienschalter für die Klimaanlage verändert und mit einer digitalen Anzeige für die eingestellte Temperatur versehen.
Im Sommer 2010 folgte zusätzlich eine Änderung der Abgaseinstufung, sodass nun alle Ottomotoren die Euro-5-Norm erfüllen. Seit 2012 schafft auch der Dieselmotor die Euro-5-Norm.

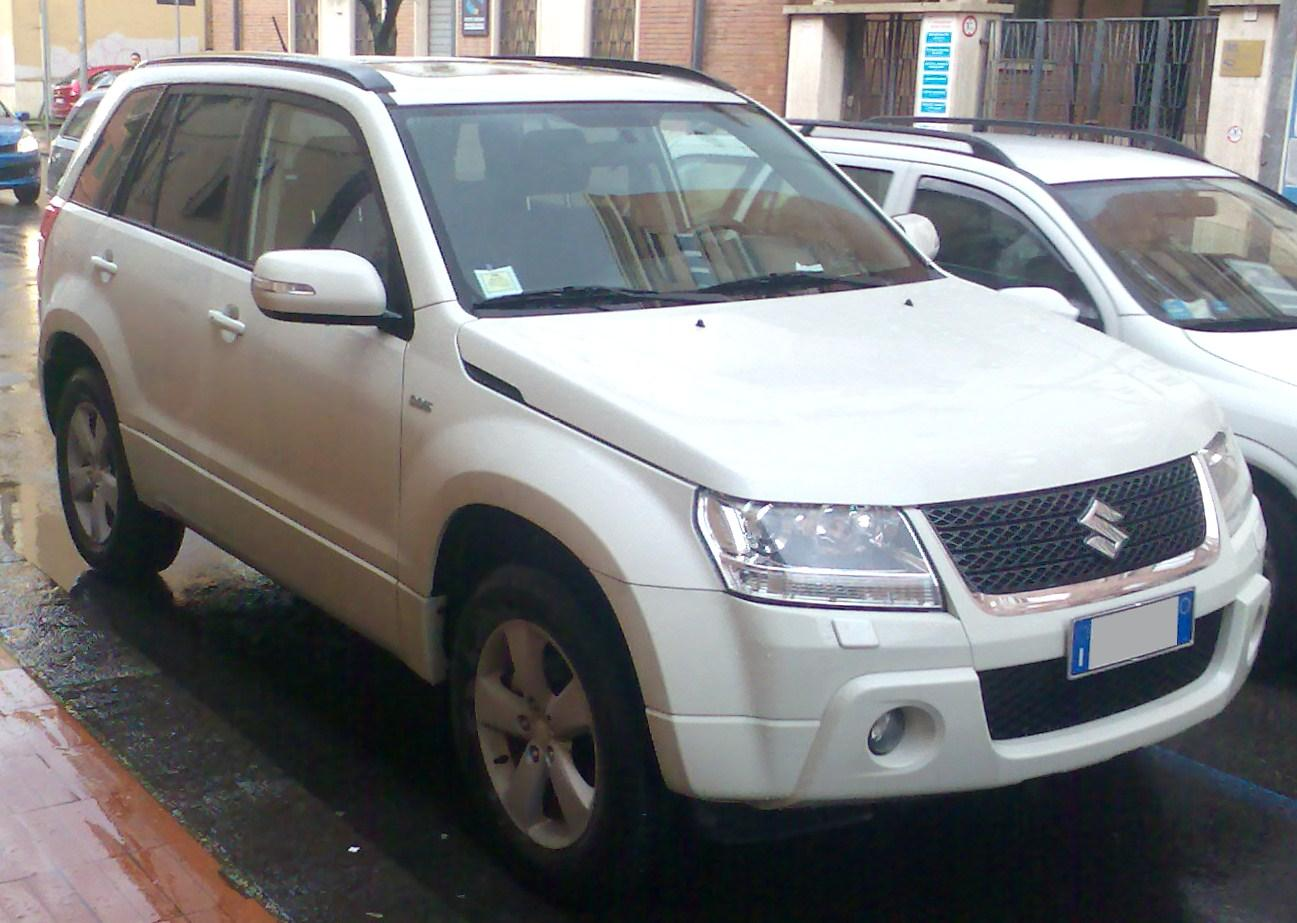
Suzuki Grand Vitara Fünftürer (2009–2012)

#### 2012
Im Herbst 2012 wurde der Grand Vitara einer weiteren Modellpflege unterzogen. Das Facelift ist vor allem an der Front erkennbar, die einen neuen Kühlergrill sowie geänderte Stoßfänger beinhaltet. Motorenseitig gibt es keine Änderungen.
Nach zehn Jahren wurde die Produktion des Grand Vitara im Frühjahr 2015 eingestellt.

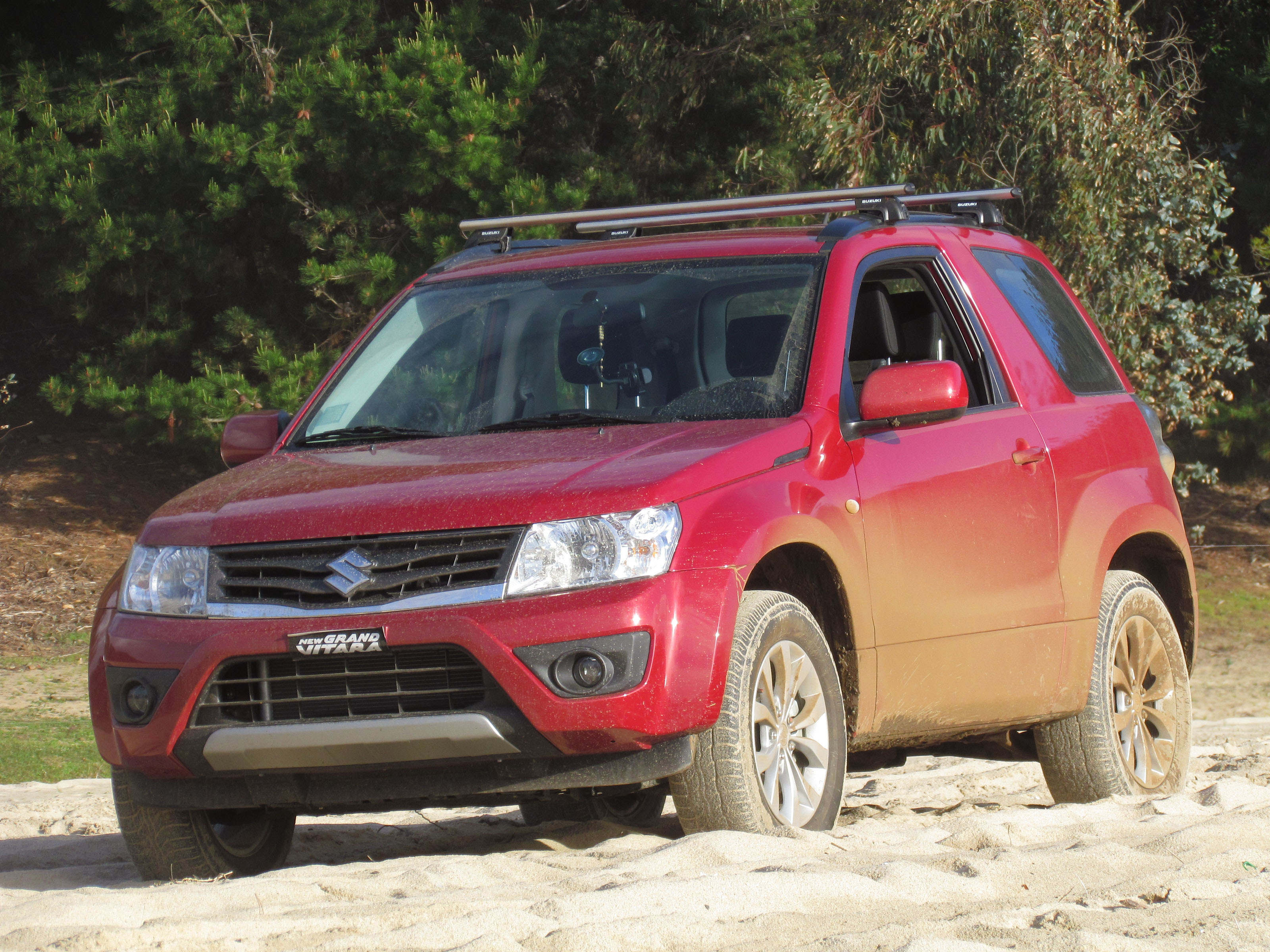
Suzuki Grand Vitara Dreitürer (2012–2015)

### Motorvarianten
| Modell           | Hubraum     | Zylinder    | Leistung bei 1/min   | Drehmoment               | Vmax        | Getriebe, serienmäßig                                | Getriebe, optional | Abgasnorm     | Variante            | Bauzeit         |
| Ottomotoren      | Ottomotoren | Ottomotoren | Ottomotoren          | Ottomotoren              | Ottomotoren | Ottomotoren                                          | Ottomotoren        | Ottomotoren   | Ottomotoren         | Ottomotoren     |
| ---------------- | ----------- | ----------- | -------------------- | ------------------------ | ----------- | ---------------------------------------------------- | ------------------ | ------------- | ------------------- | --------------- |
| 1.6 16V          | 1586 cm³    | 4           | 78 kW (106 PS)/5900  | 145 Nm bei 4100/min      | 160 km/h    | 5 Gang-Schaltgetriebe                                | –                  | Euro 4        | Dreitürer           | 04/2005–03/2015 |
| 2.0 16 V         | 1995 cm³    | 4           | 103 kW (140 PS)/6000 | 183 Nm bei 4000/min      | 175 km/h    | 5 Gang-Schaltgetriebe                                | 4 Stufen-Automatik | Euro 4        | Fünftürer           | 04/2005–09/2008 |
| 2.4 16V          | 2393 cm³    | 4           | 122 kW (166 PS)/6000 | 225 Nm bei 3800/min      | 180 km/h    | 5 Gang-Schaltgetriebe                                | 4 Stufen-Automatik | Euro 4        | Dreitürer           | 09/2008–03/2015 |
| 2.4 16 V         | 2393 cm³    | 4           | 124 kW (169 PS)/6000 | 227 Nm bei 3800/min      | 185 km/h    | 5 Gang-Schaltgetriebe                                | 4 Stufen-Automatik | Euro 5        | Fünftürer           | 09/2008–03/2015 |
| 2.7 V6           | 2736 cm³    | 6           | 135 kW (184 PS)/6000 | 250 Nm bei 3300/min      | 183 km/h    | 5 Gang-Schaltgetriebe                                | 5 Stufen-Automatik | Euro 3 und D4 | Fünftürer           | 04/2005–09/2008 |
| 3.2 V6 (USA)     | 3195 cm³    | 6           | 171 kW (233 PS)/6200 | 291 Nm bei 4000/min      | 200 km/h    | 4 Stufen-Automatik (US) bzw. 5 Stufen-Automatik (EU) | –                  | Euro 4        | Fünftürer           | 09/2008–10/2012 |
| Diesel           |             |             |                      |                          |             |                                                      |                    |               |                     |                 |
| 1.9 DDiS 1 (DPF) | 1870 cm³    | 4           | 95 kW (129 PS)/3750  | 300 Nm bei 2000/min      | 170 km/h    | 5 Gang-Schaltgetriebe                                |                    | Euro 4        | Drei- und Fünftürer | 12/2005–05/2010 |
| 1.9 DDiS 1 (DPF) | 1870 cm³    | 4           | 95 kW (129 PS)/4000  | 300 Nm bei 1750–2500/min | 170 km/h    | 5 Gang-Schaltgetriebe                                |                    | Euro 5        | Drei- und Fünftürer | 05/2010–03/2015 |

## Grand Vitara (seit 2022)
Die dritte Generation des Grand Vitara wird seit 2022 von Maruti Suzuki India verkauft und primär auf dem indischen Markt angeboten. Mit dem Urban Cruiser Hyryder Hybrid existiert auch ein nahezu baugleiches Modell von Toyota. Später sind weitere Markteinführungen, beispielsweise in Afrika, geplant, während ein Export nach Europa ausgeschlossen wird. Das Fahrzeug soll das Angebot über dem Vitara Brezza in Indien nach oben hin erweitern und gleichzeitig den dortigen S-Cross ersetzen. Als Motorisierung kommen zwei verschiedene Hybridantriebe zum Einsatz. Beide nutzen einen 1,5-Liter-Vierzylinder-Ottomotor, der mit Elektromotoren zum Mild- oder Voll- ausgebaut wird. So sind Systemleistungen von 103 PS und 137 Nm Drehmoment sowie 116 PS und 122 Nm Drehmoment verfügbar. Die leistungsstärkere Variante ist an ein CVT-Getriebe gekoppelt, während der Mildhybrid mit manuellem Schalt- oder einem 6-Gang-Automatikgetriebe erhältlich ist. Letzteren bietet Suzuki auch mit dem sogenannten Allgrip-Allradantrieb oder als Erdgas-Variante an.

### Technische Daten
| Kenngrößen                                  | 1.5 Smart Hybrid                           | 1.5 Smart Hybrid Allgrip    | 1.5 Intelligent Electric Hybrid |
| ------------------------------------------- | ------------------------------------------ | --------------------------- | ------------------------------- |
| Bauzeitraum                                 | seit 09/2022                               | seit 09/2022                | seit 09/2022                    |
| Motorkenndaten                              |                                            |                             |                                 |
| Motortyp                                    | R4-Ottomotor                               | R4-Ottomotor                | R4-Ottomotor + Elektromotor     |
| Motoraufladung                              | –                                          | –                           | –                               |
| Hubraum                                     | 1462 cm³                                   | 1462 cm³                    | 1490 cm³                        |
| max. Leistung Verbrennungsmotor             | 76 kW (103 PS) bei 6000/min                | 76 kW (103 PS) bei 6000/min | 68 kW (92 PS) bei 5500/min      |
| max. Leistung Elektromotor                  | –                                          | –                           | 59 kW (80 PS)                   |
| max. Systemleistung                         | –                                          | –                           | 85 kW (116 PS)                  |
| max. Drehmoment Verbrennungsmotor           | 138 Nm bei 4400/min                        | 138 Nm bei 4400/min         | 122 Nm bei 4400–4800/min        |
| max. Drehmoment Elektromotor                | –                                          | –                           | 141 Nm                          |
| Kraftübertragung                            |                                            |                             |                                 |
| Antrieb, serienmäßig                        | Vorderradantrieb                           | Allradantrieb               | Vorderradantrieb                |
| Getriebe, serienmäßig (optional)            | 5-Gang-Schaltgetriebe (6-Stufen-Automatik) | 5-Gang-Schaltgetriebe       | e-CVT                           |
| Messwerte                                   |                                            |                             |                                 |
| Höchstgeschwindigkeit                       | 170 km/h (170 km/h)                        | 165 km/h                    | k. A.                           |
| Beschleunigung, 0–100 km/h                  | 12,4 s (12,4 s)                            | 12,4 s                      | k. A.                           |
| Kraftstoffverbrauch auf 100 km (kombiniert) | 4,7 l Super (4,9 l Super)                  | 5,2 l Super                 | 3,6 l Super                     |
| Tankinhalt                                  | 45 l                                       | 45 l                        | 45 l                            |